# МРТ (фильм)
«МРТ» (рум. R.M.N.) — художественный фильм румынского режиссёра Кристиана Мунджиу с Марином Григоре и Юдит Стате в главных ролях. Премьера состоялась в мае 2022 года на Каннском кинофестивале, картина получила высокие оценки критиков и главный приз кинофестиваля в Паличе.

## Сюжет
Фильм рассказывает о том, с какими проблемами столкнулась Румыния как часть современной Европы. Главный герой Матиас перед Рождеством возвращается из Германии домой, в горную деревню в Трансильвании, и видит, что за время его отсутствия многое изменилось.

## В ролях
- Марин Григоре — Матиас
- Юдит Стате — Шилла
- Макрина Барладеану — Ана
- Орсолия Молдован — миссис Денес

## Создание и оценки
Мунджиу снял фильм при поддержке Mobra Films совместно с французскими компаниями Why Not Productions, Wild Bunch International, France 3 Cinéma и Le Pacte, бельгийской Les Films du Fleuve и шведскими Filmgate Films и Film iV äst. Производство поддержали также Румынский киноцентр, Canal+, France Télévisions, Ciné+ и Eurimages. Бюджет фильма составляет 2,8 миллиона евро. Съёмки проходили в декабре 2021 — январе 2022 года в Трансильвании.
Премьера состоялась в мае 2022 года на Каннском кинофестивале, в рамках основной программы. Позже фильм показали на кинофестивалях в Торонто, Люксембурге и Паличе. 28 апреля 2023 года он вышел в театральный прокат в США.
На сайте-агрегаторе отзывов Rotten Tomatoes картина получила рейтинг 96 % при средней оценке 8,1 из 10, на сайте Metacritic её оценили на 81 балл из 100. В Паличе она удостоилась главной награды, «Золотая башня», в Люксембурге — специального упоминания жюри.